# Wilfrid Voynich
Wilfrid Voynich (born Michał Habdank-Wojnicz; Telšiai, 12. november 1865 – New York, 19. marts 1930) var en polsk revolutionær, antikvar og bogsamler: Voynich havde en af de største forretninger med sjældne bøger i verden, men kendes især for eponymet for Voynich-manuskriptet, som han skulle have fået fat på i 1912.